# シャンティクリア

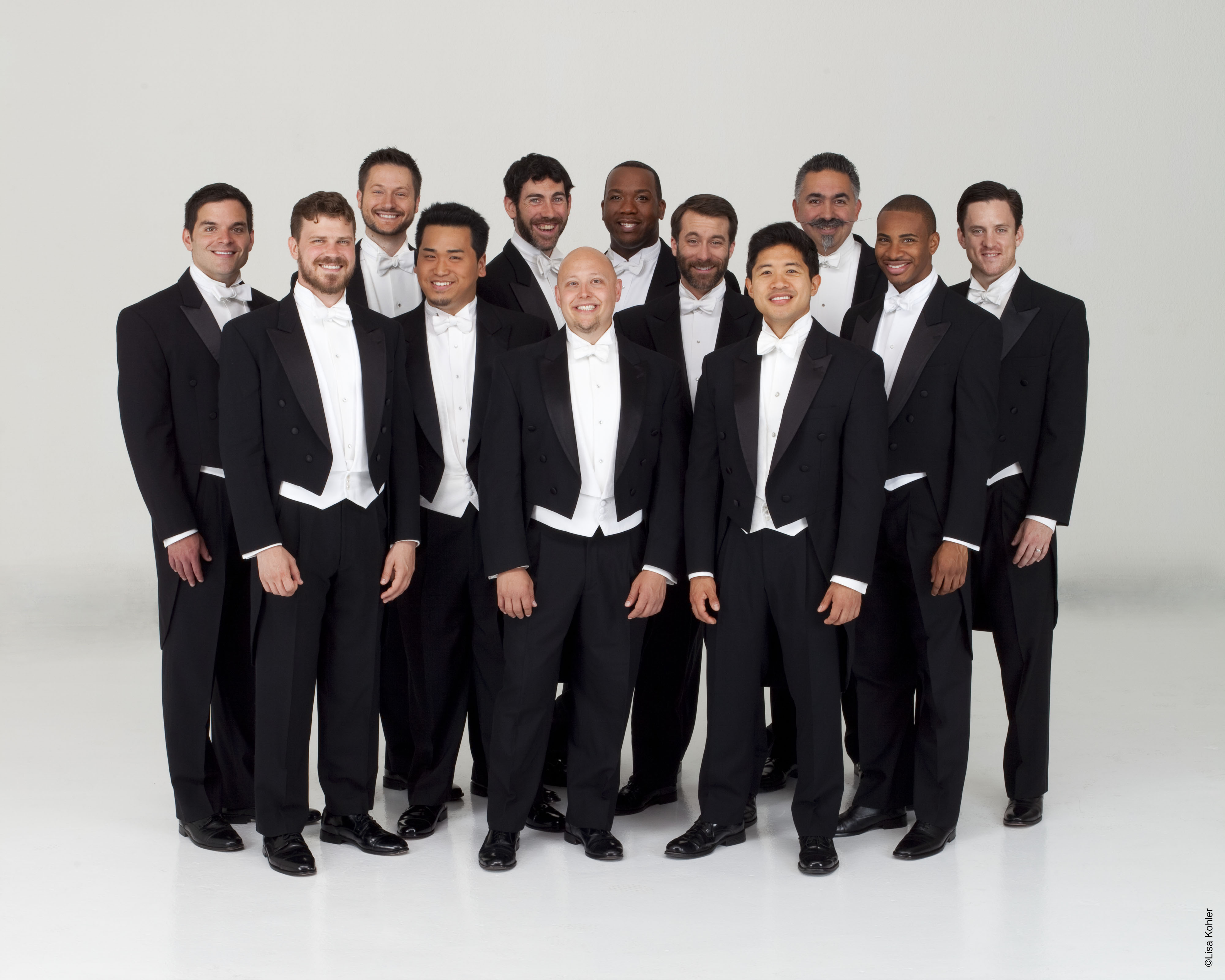
シャンティクリア（2014年撮影）

シャンティクリア (英語: Chanticleer) は、アメリカ合衆国カリフォルニア州サンフランシスコに拠点を置く男声アンサンブルグループである。

## 概要
大学院で音楽学を専攻していたルイ・ボットーは卒業後、ルネサンス音楽の発展の可能性を現代で見出そうと、メンバーを集めて自身も含めた男性のみのアンサンブルグループを結成。「シャンティクリア」というグループ名は、ジェフリー・チョーサーの『カンタベリー物語』にある「チャンティクリアときつね（Chanticleer and the Fox）」から採られた。初めて観衆の前でアンサンブルを披露した1978年が創立年とされている。
初期は十分な活動費用が無い中、アメリカ中を巡るツアーを敢行するなど精力的な活動を続け、美しい歌声と技術の高いアンサンブルで世界でも注目されるようになり、2001年のグラミー賞では2部門受賞するなど、高い評価を得た。創立当初は8人で構成されていたが、現在はメンバーを随時入れ替えながら12人が基本となっている。またルネサンス音楽だけでなく、現在ではジャズやポップスなど幅広いレパートリーを所有し、世界中でコンサートを行っている。